# カンネメエリア
カンネメエリア(Kannemeyeria) は中生代三畳紀前期に生息していた草食単弓類の絶滅した属。単弓綱・獣弓目・異歯亜目・ディキノドン下目に属する。大型の草食動物であった。

## 特徴

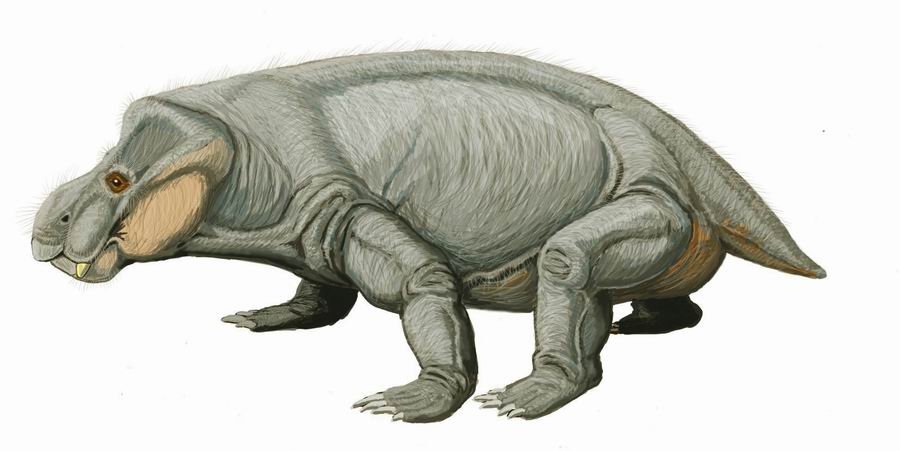
カンネメエリア

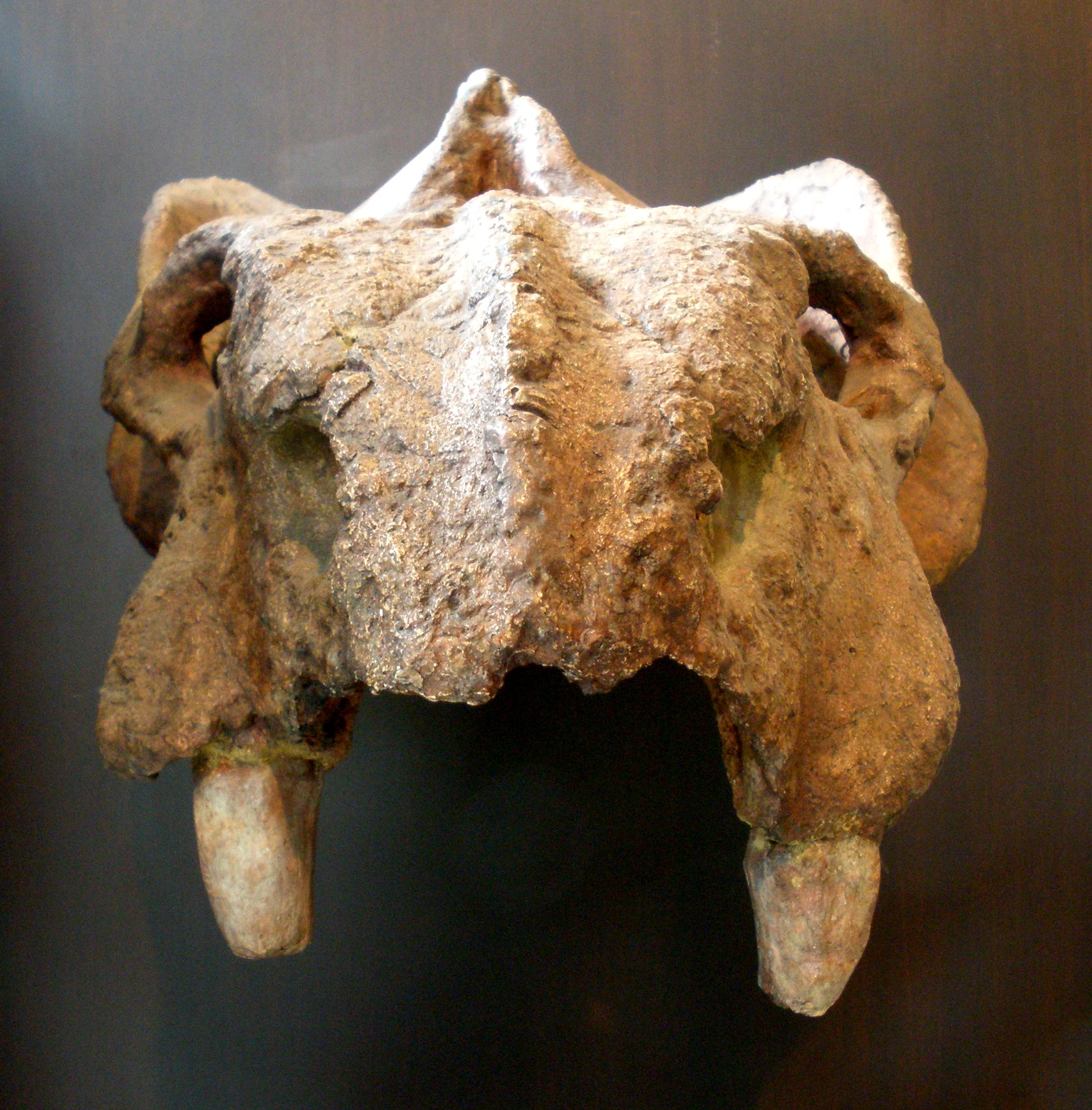
カンネメエリア頭骨化石

全長約3mと雄牛程の大きさ。約40cmにも達する頭骨は頑丈であったが、眼窩や鼻孔が大きく比較的軽量になっていた。胴体もがっしりとした作りであった。四肢は短く、蹠行性（ベタ足）であったため、動きは鈍重であったと思われる。
頭部は非常に大きく頑丈。その先には鋭い嘴状の顎と一対の太い犬歯がある。他のディキノドン類が顎を前後に動かすのとは違い、本種は顎を縦方向に動かして物を噛み切ったり、または噛み潰したりするほうが得意だったことが、後頭筋の配置などから示されている。
クルック・シャッンクはカンネメイエリアの全身を記載しつつ、その古環境についても述べた論文を出している。

## 分布
カンネメエリア属は南アフリカ、南アメリカ、インド、中国から化石が出土している。また、中国には近縁のシノカンネメエリアが生息していた。